# 民主统一民族联盟
民主统一民族联盟是缅甸一个政党。

## 沿革
8888民主运动之后，多党民主重新引入缅甸，1988年，民主统一民族联盟成立，由25个民族政党组成，其中包括：
- 若開族爭取民主同盟
- 若开人民联合组织
- 若开人和平和人权党
- 京族全国民主联盟
- 掸邦民族民主联盟
- 克耶民族团结民主组织
- 高地民主党
- 克钦全国代表大会
- 卡曼全国民主联盟
- 克伦邦国家组织
- 克耶民族民主联盟
- 拉祜民族发展党
- 孟民族党
- 摩尔国家发展党
- 掸族民主联盟
- 掸邦克钦邦民主党
- 克伦联盟
- 勃欧民族组织
- 塔昂全国民主联盟
- 佐米民主代表大会

1992年，缅甸军政府解散了民主统一民族联盟。